# TGP50型柴油机车
TGP50型柴油机车（俄语：ТГП50）是苏联铁路的液力传动干线客运柴油机车车型之一，由科洛姆纳内燃机车制造厂设计制造，于1962年研制成功，仅试制两台并未投入批量生产。

## 发展历史
1961年，科洛姆纳内燃机车制造厂开始研制单节六轴4000马力的大功率干线客运液力传动柴油机车。1962年底，科洛姆纳工厂试制了TGP50-0001号机车。1963年1月至3月，TGP50-0001号机车在厂内完成了调整试验，随后在莫斯科铁路局管内里亞日斯克至雷布诺耶区段进行货物列车牵引运行试验。同年，科洛姆纳工厂又试制了TGP50-0002号机车。1964年至1965年，两台机车在十月铁路局投入运用考核，在沃尔霍夫至丘多沃区段担当旅客列车的牵引任务。试验及运用结果显示，TGP50型柴油机车的可靠性较差，柴油机及传动装置时常发生故障，该型机车也因而未能投入批量生产。两台机车于1970年代初在沃尔霍夫机务段报废。

## 技术特点

### 总体结构
TGP50型柴油机车是单节六轴的干线客运柴油机车，机车车体与TEP60型柴油机车相似，但TGP50型机车的长度比前者延长了约2米。车体采用桁架式承载结构，车体由车架、侧墙、司机室、上弦梁、下弦梁等部件焊接成一个完整的箱形结构，轻量化底架采用焊接结构，并在安装二系弹簧悬挂装置的相应位置设有凹槽。机车采用双机组设计，车上分别装有两套相同的柴油机、液力传动机组。机车分为五个间隔，为双侧对称结构，两端分别为司机室，中间为冷却传动室，司机室和冷却传动室之间为动力室。车体中部下方吊挂着燃油箱、蓄电池箱及总风缸。
机车中部的传动冷却室内设有两组与TE3型柴油机车相同的扁管串片式散热器组，在每组散热器中其中14节用于冷却柴油机机油，其他30节用于冷却柴油机冷却水及液力传动工作油，机油及液力工作油的热量均通过油—水热交换器传递给水—空气散热器。冷却风扇安装在车体顶部，每组散热器设有两台采用静液压驱动的轴流式风扇，由静液压泵、液压马达带动风扇运转。此外，在每台柴油机上方均布置有16节用于冷却增压空气的散热器组，采用机械传动的轴流式风扇进行冷却。

### 柴油机
机车装用两台1Д40型柴油机。Д40型柴油机是由科洛姆纳内燃机车制造厂研制，是在TEP60型柴油机车所使用的11Д45型柴油机的基础上改进而成，为16气缸、二冲程、二级增压带中间冷却的V型中速柴油机，气缸直径为230毫米，活塞行程为300毫米，气缸夹角为45°，额定转速为每分钟750转，装车功率为2000马力，单位燃料消耗量为165克/有效马力·小时。柴油机采用了二级增压系统，第一级是单级轴流式废气涡轮增压器，第二级是由离心式鼓风机组成的单级机械增压器，两级增压器之间设有增压空气中间冷却器（中冷器）。柴油机重量为10500公斤。
虽然TGP50型机车采用了与TG106型机车相同的1Д40型柴油机，但TGP50型机车并非采用启动发电机来起动柴油机，而是采用了空气启动系统。机车起动时，由起动风缸和起动风泵提供压缩空气，高压空气经空气分配器和启动阀按柴油机点火顺序流入气缸并推动活塞，当曲轴达到稳定转速后停止供气，同时喷油泵供油点火，从而完成启动程序。

### 传动系统
TGP50型柴油机车设有两套完全相同的传动系统液力传动系统，主要包括液力传动箱、分配齿轮箱、中间齿轮箱、车轴齿轮箱、万向轴等。机车采用了一种比较特殊的主传动路线，液力传动箱设置在靠近车体中部，而柴油机则靠近司机室，每台转向架上装有一台分配齿轮箱和一台中间齿轮箱。柴油机的一端通过弹性联轴节及万向轴驱动液力传动箱，液力传动箱的主传动轴再通过万向轴，驱动置于转向架构架上第二、三轮对间的分配齿轮箱，分配齿轮箱设有三个输出法兰，其中两个通过万向轴及车轴齿轮箱驱动第二、三轮对，另一个通过万向轴驱动中间齿轮箱及车轴齿轮箱，从而驱动第一轮对。这种传动路线的部件甚多，结构十分复杂。
机车采用了科洛姆纳内燃机车制造厂研制的К32Р型液力传动装置，由三个液力变扭器（两个ГП1型变扭器及一个ГПЗ型变扭器）、两个齿轮箱及换向机构组成。变扭器的换档是通过充油及排油来进行，由离心式油泵驱动。机车的前进或后退采用机械换向进行，通过换向操纵机构改变不同的啮合齿轮对来调节机车运行方向。车轴齿轮箱采用圆柱—圆锥齿轮传动，吊挂在车轴上。

### 转向架
走行部采用无导框式三轴转向架，“目”字形构架由箱形截面的纵梁和横梁焊接而成，滚柱轴承轴箱采用拉杆式定位结构；一系悬挂由轴箱螺旋弹簧、橡胶垫以及每侧两个的均衡梁托架组成；二系悬挂由摩擦式旁承、钢板弹簧及吊杆装置组成，车体重量通过旁承由两台转向架支承，牵引力和制动力通过牵引杆式浮动中心销传递，弹簧悬挂装置总静挠度为160毫米。轮对采用锻钢车轮，新轮直径为1050毫米，制动装置采用双侧闸瓦踏面制动。

## 参看
- TG102型柴油机车
- TG106型柴油机车
- TG400型柴油机车